# Mobile Suit Gundam F91
Mobile Suit Gundam F91 (яп.  機動戦士ガンダムF91 кидо: сэнси гандаму фомюра наинти уан, Мобильный доспех Гандам F91) — аниме-фильм режиссёра Ёсиюки Томино и студии Sunrise, вышедший в 1991 году, предпоследняя часть «Вселенского века» франшизы Gundam. Изначально планировался как телесериал из 52 эпизодов, но был урезан из-за производственных конфликтов и провалился в прокате. Действие происходит через 30 лет после событий Char’s Counterattack. В фильме нет ни одного героя из предыдущих выпусков. Дизайнером персонажей выступил Ёсикадзу Ясухико.
В 2020 году полная версия F91 была показана в японских кинотеатрах c 4DX в рамках Gundam Video New Experience Tour.

## Сюжет
123 год Вселенского века. Минули десятилетия после войны с Новым Зионом, закончился период относительного затишья. Мир снова оказывается под угрозой, когда милитаристская организация Crossbone Vanguard («Авангард скрещённых костей»), основанная старой аристократической семьёй, бросает вызов Федерации. Как и Зион, агрессоры исповедуют философию превосходства жителей космоса над «морально устаревшими» землянами. Сибук Арно призван на службу для пилотирования нового Гандама F91, разработанного его матерью, которая оставила свою семью, чтобы выполнять секретную работу для правительства. Сесилия Фэйрчайлд, девушка молодого человека, оказывается дочерью Железной маски — лидера Crossbone Vanguard. Повстанцы забирают её и убеждают стать марионеточным правителем. Когда Сесилия узнаёт о тайне отца — смертоносных планах войны на Земле, Луне и верных колониях Федерации — она решает вернуться к Сибуку. Парень должен сесть в Гандам, чтобы защитить близких и дорогих людей.

## Роли озвучивали
| Актёр           | Роль                          |
| --------------- | ----------------------------- |
| Кодзи Цудзитани | Сибук Арно                    |
| Масааки Маэда   | Кароццо Рона                  |
| Юми Тома        | Сесилия Фэйрчайлд (Бера Рона) |
| Тиэ Кодзиро     | Аннемари Бурже                |
| Киёюки Янада    | Забин Шару                    |
| Мари Ёкоо       | Лейли Эдберри                 |
| Саюри Икэмото   | Риз Арно                      |
| Такэси Кусао    | Дорел Рона                    |
| Тэппэй Такасуги | Мейтцер Рона                  |
| Микио Тэрасима  | Лесли Арно                    |
| Миёко Сёдзи     | Моника Арно                   |
| Такэси Ватабэ   | Космо Эйгесс                  |
| Тамио Оки       | Тео Фэйрчайлд                 |
| Ёку Сиоя        | Биргит Пирджо                 |
| Такэхито Коясу  | Дуайт Камури                  |
| Тайки Мацуно    | Артур Юнг                     |
| Ай Орикаса      | Дороти Мур                    |
| Киёси Кобаяси   | Жиллет Крюгер                 |
| Юри Амано       | Джессика Н'Гуро               |
| Хироси Такэмура | Грюс Эррас                    |
| Тэйю Итирюсай   | Мануэла Панопа                |
| Кадзуэ Икура    | Бертуо Родригес               |
| Норио Вакамото  | лейтенант Бардо               |
| Рюдзабуро Отомо | Нанто Рус                     |

## Производство
Откликаясь на снижение интереса к франшизе, Ёсиюки Томино хотел перезагрузить временную шкалу, добавив историю, действие которой происходит через 44 года после Mobile Suit Gundam. Этот амбициозный проект так и не был реализован из-за разногласий персонала, производство прекратилось после того, как закончились раскадровки первых 13 серий. Но осталось много материала, поэтому Sunrise продолжила работу в формате полнометражного фильма, вышедшего в 1991 году. Собралась «команда мечты»: Томино, Ёсикадзу Ясухико и дизайнер мех Кунио Окавара. 
В 2019 году на конвенте Anime NYC, где проводился «День Гандама», Ёсиюки Томино ответил на вопросы поклонников и прессы. По поводу того, увидят ли зрители аниме Crossbone Gundam, он сказал: «Я думаю, будет». Насчёт возвращения к F91 и его переделывания режиссёр был краток: «Нет». 
Ёсикадзу Ясухико в интервью 2022 года рассказал, что приступить к работе над Gundam F91 было сложно. После первого Mobile Suit Gundam он решил, что не станет участвовать ни в одном из сиквелов. Поэтому Ясухико дистанцировался намеренно. Однако его очень просили присоединиться к команде, создававшей F91. Ещё одна причина заключалась в том, что проект полностью отличался от предыдущих частей. Ёсиюки Томино попытался сделать совершенно новую историю, непохожую на ранние, такие как Zeta Gundam. Это изменило мнение Ёсикадзу. Но если во времена оригинального сериала отношения с Томино были позитивными и продуктивными, то после режиссёр отгородился от всех и вёл себя так, будто он единственный человек, ответственный за успех. С этого момента общение между ними почти прекратилось, в подобных условиях совместная деятельность не представлялась возможной. Связь возобновилась только с Gundam F91. Однако Ясухико занимался только дизайном персонажей, поскольку на тот момент ушёл из анимации.

## Манга и роман
Роман Mobile Suit Gundam F91 Crossbone Vanguard был написан Ёсиюки Томино в двух томах с иллюстрациями Харухико Микимото и опубликован Kadokawa Shoten в 1991 году. Манга Mobile Suit Gundam F91 Дайсукэ Иноуэ была переиздана Daitosha в 2000 году как часть Mobile Suit Gundam 0080: War in the Pocket.
Юити Хасэгава выпустил в журнале Gundam Ace несколько историй Crossbone Gundam: Love and Peace (2 тома), X-11 (2 тома), Ghost (12 томов), Dust (13 томов), Steel Seven (3 тома) и Skull Heart (1 том). Также была анонсирована работа над Mobile Suit Crossbone Gundam Karras. В 2015 году по итогам опроса на сайте AnimeAnime Crossbone Gundam получил первое место в желаемой аниме-адаптации. В 2016 году официальный аккаунт Gundam в «Твиттере» обнародовал тот же результат. Действие серии происходит через 10 лет после событий F91, там представлены многие из знакомых по фильму персонажей и реформированный Crossbone Vanguard, которым предстоит сражаться с более воинственной империей Юпитера, монополизировавшей поставки гелия-3, необходимого для термоядерного синтеза Миновского, что способствовало кровопролитию ещё с Однолетней войны.
C 2020 года в Gundam Ace выходит приквел F91 за авторством Дзюндзи Оно, к 2024 году издано 5 томов.

## Выпуск на видео
Gundam F91 впервые издавался Bandai Visual на LaserDisc, где присутствовала неурезанная версия. DVD появились в 2001 году. В США диски выпустила Bandai Entertainment в 2004 году, формат — 1,85:1 (леттербоксинг), звук — Dolby Digital 5.1 (английский) и 2.0 (японский). Американская киноассоциация присвоила рейтинг PG-13, FSK в Германии рекомендовала просмотр от 12 лет.
Изображение представлено в исходном соотношении, не является анаморфированным и выглядит более чистым в отличие от предыдущих релизов и множества нелегальных записей из Интернета. Цвета правильные, зернистость и шум минимальные, не считая случайных царапин, всё смотрелось лучше, чем ожидалось. По качеству не определить, когда было создано это аниме. На двух дисках есть обе версии фильма, на втором — расширенная звуковая дорожка и комментарии режиссёра, хотя они казались одинаковыми с точки зрения видео. Что касается озвучивания, то небольшое преимущество получает оригинальное японское стерео (224 кбит/с), но эффекты и музыка значительно лучше слышны на пятиканальной английской. По мнению DVD Talk, в большинстве случаев снобы, которые ненавидят дубляж, будут разочарованы, узнав, что треки были хорошо сделаны и добавили ценности фильму. 5.1 содержит значительное разделение между каналами — результат современной звукорежиссуры, хотя сведение почти во всех отношениях превосходит остальные дорожки. В издание были вложены определённые усилия. Главным дополнением стали комментарии режиссёра дубляжа Тони Оливера, а также продюсеров Эрика Шермана и Нобуо Масуды. Прочие материалы стандартные: трейлеры, несколько производственных эскизов, скриншоты и описание персонажей; особенно выделяется временная шкала вселенной Gundam. В итоге Special Edition заслуживает оценки «настоятельно рекомендуется». The Fandom Post провёл тестирование в 2013 году на телевизоре Sony KDL-70R550A, Blu-ray плеере PlayStation 3 с HDMI, AV-ресивером Onkyo TX-SR605, акустической системой Panasonic SB-TP20S и сабвуфером 100 ватт. Результат был достойный с пожеланием релиза высокой чёткости.
В 2008 году фильм вышел на Blu-ray в формате 1,78:1 и со звуком LPCM 2.0. Переиздание 2011 года (ограниченный тираж) получило 13 место в чарте Oricon. Американская компания Right Stuf выпустила Blu-ray в 2017 году. Фильм на этот раз показан в 1080p с кодеком H.264. Если на старых DVD наблюдалось много шума на чёрном фоне, то теперь проблема была решена. Цвета стали более яркими и насыщенными. Улучшена детализация. Звук 5.1 выигрывает в боевых сценах, усилены эффекты и бас, но стерео тоже неплохое, особенно в несжатом PCM. Упаковка представляет собой кейс для Blu-ray стандартного размера, где присутствуют иллюстрации, которые выгодно отличаются от прошлых релизов. Это похоже на стиль плакатов конца 1970-х — 1980-х годов с зелёным оттенком. На задней обложке есть несколько изображений персонажей и мехов, а также сам F91. В меню легко ориентироваться, проблем с поиском нет. Дополнения почти те же, что и раньше (трейлеры, хронология Вселенского века, комментарии продюсеров), но из выпуска исключены файлы с механизмами роботов, галереи персонажей и локаций, а также мобильных костюмов.
В 2018 году на 4K Ultra HD Blu-ray (2160p, HDR10) был издан ремастер Gundam F91 с возможностью выбора полной и урезанной версий, добавлен звук DTS-HD Master Audio 4.1, прилагалась 100-страничная книга, содержавшая ценные материалы (раскадровки, эскизы), а также интервью с персоналом. В 2019 году в продажу поступил Blu-Ray в рамках серии «Библиотека Гандама Вселенского века».
В 2021 году диски выпустила британская компания Anime Limited. Ограниченное издание включало специальный кейс и 52-страничную книгу. В 2024 году состоялся показ 4К-версии в кинотеатре Toho Cinemas LaLaport в Фукуоке, мероприятие посвящалось 45-летию сериала Mobile Suit Gundam, со сценическим приветствием Хироко Моригути. В 2025 году F91 получил ограниченный прокат в Южной Корее.

## Музыка
Завершающая композиция:
- «Eternal Wind ~ Smile in the Shining Wind», в исполнении Хироко Моригути (Хироми Ханамуры), музыка — Юи Нисиваки и Ёко Орихара, слова — Юи Нисиваки, аранжировка — Сатоси Кадокура.

Прочая композиция:
- «Kimi wo Mitsumete -The time I'm seeing you-», в исполнении Хироко Моригути, музыка — Ясухико Сигэмура, слова — Ёсиюки Томино и Ясухико Сигэмура, аранжировка — Сатоси Кадокура.

Очевидная проблема — когда появляется главный злодей, Железная маска, то звучит мелодия, очень похожая на «Имперский марш». В ходе космической перестрелки слышна музыка, напоминающая «The Battle of Hoth». От Облачного города до обучения Йодой Люка Скайуокера, всё указывает на саундтрек «Империя наносит ответный удар» Джона Уильямса. Есть и отличия, чтобы избежать проблем с авторскими правами, но слушатели обязательно заметят сходство. Можно добавить шлемы вражеских мобильных доспехов и круглые очки, как у Дарта Вейдера, и будет видна дань уважения.
В 1999 году вышел альбом 20th Anniversary Concert Symphonic Gundam 1979~1998, где «Formula91» исполнял Токийский филармонический оркестр (дирижёр — Кадзумаса Ватанабэ).
В 2007 году Сёко Накагава исполнила «Eternal Wind» в кавер-альбоме Shokotan☆Cover x2 ~Anison ni Ai wo Komete!!~.
В 2009 году Аки Мисато спела «Eternal Wind» в трибьют-альбоме Gundam Tribute from Lantis.
В 2010 году треки из фильма оказались на четвёртом диске сборника Gundam 30th Anniversary Gundam Songs 145.
В 2013 году была выпущена инструментальная «Eternal Wind» в проекте Rasmus Faber presents Platina Jazz ~Anime Standards Vol.4~.
В 2014 году Нами Тамаки записала кавер-версию «Eternal Wind» в альбоме NT Gundam Cover.
В 2018 году «Eternal Wind» заняла 3 место из 10 лучших во франшизе Gundam по итогам голосования на канале NHK.
В 2019 году «Eternal Wind» была включена в первую часть компиляции Mobile Suit Gundam 40th Anniversary Best Anime Mix. Тогда же Моригути перепела песню в альбоме Gundam Song Covers. В 2020 году — «The time I'm seeing you» в Gundam Song Covers 2. В 2025 году — «Eternal Wind» в Gundam Song Covers -Orchestra-.

## Компьютерные игры
F91 появлялся в таких играх франшизы, как Gundam vs. Gundam Next (2009), Gundam: Extreme Vs. (2010), SD Gundam G Generation Overworld (2012), Gundam Versus (2017), Gundam: Extreme Vs. Maxi Boost ON (2020) , Gundam Extreme Vs. 2 XBoost (2021) и SD Gundam Battle Alliance (2022). Кроме того, в серии Dynasty Warriors: Gundam, разработанной Omega Force и изданной Bandai Namco Games в 2007—2013 годах. Также в известной серии Super Robot Wars, для примера можно привести части Card Chronicle (2012), X-Ω (2015) и X (2018).
Crossbone Gundam присутствует в играх Another Century's Episode: R (2010) и Super Robot Wars.

## Критика
Джонатан Клементс и Хелен Маккарти в энциклопедии написали, что F91 был застопорившейся попыткой начать всё с чистого листа, с новым актёрским составом, переместив действие в будущее. Влюблённые подростки обнаруживают, что Сесилия Фэйрчайлд, как и Чар до неё, является отпрыском могущественной дворянской семьи (в данном случае династии Рона), решившей навязать Солнечной системе «Тысячелетний рейх». Хотя история продолжилась в манге Crossbone Gundam, она не получила экранизацию. CBR включил Gundam F91 в список 10 классических меха-аниме, которые плохо состарились. В рейтинге 24 лучших аниме Gundam фильм занимает худшую позицию. Журнал Paste дал только последнее место в списке 100 лучших аниме-фильмов, заметив, что выпуск представляет собой странную аномалию во вселенной Gundam, причём нежелательную. Главный герой — архетип, как Аято из RahXephon, Рю из Argento Soma и Хикару из «Макросса», — упрямый молодой воин, которого бросают в бой против его воли, но он продолжает защищать свою семью, друзей и колонию от врагов. The Fandom Post считает, что суть Gundam всегда сводится к отношениям между людьми. Касательно нового материала в F91, «Томино не просто даёт всё необходимое на блюдечке с голубой каёмочкой; он заставляет прилагать усилия и заполнять пробелы самостоятельно».
В Gundam F91 были улучшенный дизайн и плавная анимация, как и в Char’s Counterattack, что говорило о большом производственном бюджете. С этой точки зрения особенно интересна Сесилия Фэйрчайлд, внешность, одежда и поведение которой меняются с развитием сюжета. В оригинальном сериале и данном фильме присутствуют конфликт отцов и детей, юношеский бунт, недоверие к коррумпированным институтам и властям. Сибук и Сесилия возмущены тем, что родители бросили их. Но в F91 есть воссоединение любимых, которое настолько романтично, насколько это возможно в космических скафандрах. Сцена сопровождается красивой завершающей песней «Eternal Wind» со словами «молись, не нарушай наш вечный покой».
Gundam F91 был попыткой обновления для аудитории 1990-х годов. Результат оказался неудовлетворительным. После Char’s Counterattack (0093 год) история Вселенского века шагнула на 30 лет в будущее (0123 год). Позже то же самое произошло с Victory Gundam (0153 год). Разрыв немного сократили Gundam Unicorn (0096 год) и Hathaway's Flash (0105 год), который должен показать, что привело к статус-кво F91, где космические колонии снова сильны и готовы обрести независимость. Начало — одно из лучших в фильме, где видны ужас и смятение мирного населения, а также показана жизнь внутри космической колонии O’Neill. В Gundam бои обычно происходят в космосе, либо на Земле. Кроме исчезновения Зиона, другим важным политическим изменением стало устранение Anaheim Electronics, лунной корпорации, строившей мобильные доспехи для обеих противоборствующих сторон, что достигло апогея в Char’s Counterattack. Федерация решила заменить это Институтом стратегических военно-морских исследований. Невзирая на смену поколений, в Gundam есть постоянная тема детей, теряющих своих родителей и находящих собственный путь. Отрицательный момент заключается в том, что предпосылки «космической знати» требовалось исследовать больше — в фильме очевидно демонстрируется глубокое лицемерие, а в реальном мире у дворян существовало понятие чести. По мнению обозревателя Forbes факт, что зрители так и не получили продолжение, является позором, в результате чего произведение десятилетиями находилось в забвении. В целом, F91 — изысканный анимационный фильм, но с нереализованным потенциалом. Он может заполнить пробел между другими выпусками и обязателен к просмотру тем, кто захочет прочитать мангу Crossbone Gundam. Однако, несмотря на высокие производственные стандарты, данное аниме остаётся упущенной возможностью, как и в начале 1990-х, так и в конце 2010-х годов.
Anime News Network предупреждает: легко подумать, что всё могло получиться хорошо, и это ошибка. В то время как графика и анимация невероятны для своего времени, сюжет запутан, а история полна дыр. Сибук заставляет симпатичную Сесилию участвовать в конкурсе красоты, куда она не хочет идти. Это единственное упоминание их отношений, пока не выясняется, что они безумно влюблены. Таким образом, Gundam F91 превращается в серию нелогичных совпадений. После воздушного налёта Сибук и группа незнакомых детей до 16 лет непонятным образом встречаются с кораблём «Космический ковчег», и разношерстный экипаж эффективно сражается с опытными солдатами Crossbone Vanguard. Никогда не объясняется, почему учебное судно имеет на борту новейшие достижения в области технологий Гандама, но вряд ли бы нашёлся ответ. Опытные поклонники проведут много параллелей с другими выпусками Gundam. «Дети борются с плохими парнями» — подобная идея уже воплощалась в White Ark, White Base, «Аргаме» и других кораблях, которые действуют в одиночку. Разумеется, что «плохие» — дворяне, думающие, что они лучше всех. Любовь между пилотами Гандама так же стара, как и франшиза. Недостаток здесь в том, что контекст нулевой: «знакомо и уже было» не подойдёт. С самого начала повествование характеризуется причудливыми скачками, заставляя зрителей связывать разрозненные события: в одной сцене Сибук и его отец находятся среди обломков машины в Космо Вавилонии, в следующей они попадают уже в F91 посреди космоса. С раскадровкой 13 серий не хватило хронометража, чтобы объяснить логистику и мотивы персонажей. Сибуку требуется час экранного времени, чтобы пилотировать F91. Все мобильные доспехи придумал Кунио Окавара, позже участвовавший в создании Victory Gundam. F91 многое отдал Victory, как если бы сериал 1993 года был расширенной версией: объяснение природы и функционирования биоритмов предшествовало тому, как психические способности приводят к победе. В обоих случаях мать главного героя также разработала Гандам и оправдывалась, что это не для её сына (а с чужим якобы всё будет в порядке). Среди бессвязного сюжета прослеживается почерк Томино — родители не знают своих детей. В конце фильма есть лживая надпись «Это только начало». Планам на продолжение не суждено было осуществиться, в результате чего проект распался на ответвления. Crossbone Vanguard стал основой для манги. Вероятно, будет лучше, если Mobile Suit Gundam F91 останется одиноким, забытым примечанием к Вселенскому веку. Иначе он слишком озадачивает.